# HMS Foxhound (H69)
«Фоксхаунд» (H69) (англ. HMS Foxhound (H69) — військовий корабель, ескадрений міноносець типу «F» Королівських військово-морських флотів Великої Британії та Канади за часів Другої світової війни.

## Історія створення
«Фоксхаунд» був закладений 21 серпня 1933 на верфі компанії John Brown & Company, Клайдбанк. 6 червня 1935 увійшов до складу Королівських ВМС Великої Британії.